# Station Montigny-sur-Loing
Station Montigny-sur-Loing is een spoorwegstation aan de spoorlijn Moret-Veneux-les-Sablons - Lyon-Perrache. Het ligt in de Franse gemeente Montigny-sur-Loing in het departement Seine-et-Marne (Île-de-France).

## Geschiedenis
Het station werd op 14 augustus 1860 geopend door de Compagnie des chemins de fer de Paris à Lyon et à la Méditerranée bij de opening van de sectie Moret - Veneux-les-Sablons ↔ Montargis. Sinds zijn oprichting is het station eigendom van de Société nationale des chemins de fer français (SNCF).

## Ligging
Het station ligt op kilometerpunt 74,996 van de spoorlijn Moret-Veneux-les-Sablons - Lyon-Perrache.

## Diensten
Het station wordt aangedaan door treinen van Transilien lijn R, die rijden tussen Paris-Gare de Lyon en Montargis.

## Vorig en volgend station
| Richting           | Vorig station              | Lijn    | Volgend station         | Richting  |
| ------------------ | -------------------------- | ------- | ----------------------- | --------- |
| Paris-Gare de Lyon | Moret - Veneux-les-Sablons | Trans R | Bourron-Marlotte - Grez | Montargis |